# Lichtbildanstalt Carl Simon & Co.

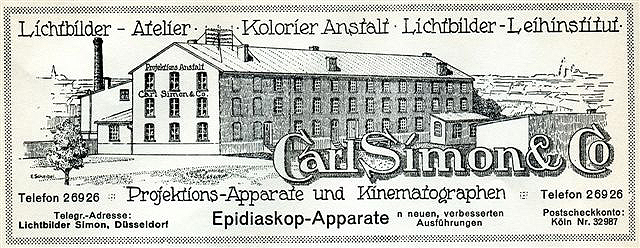
Lichtbildanstalt Carl Simon & Co.

Die Lichtbildanstalt Carl Simon & Co. bestand von 1907 bis 2008 in Düsseldorf und wurde von Carl Simon (1873–1952) gegründet. Das Unternehmen war in der Fotobranche tätig und handelte u. a. mit Fotoapparaten, Kinematographen und Lichtbildprojektoren. Darüber hinaus wurden fotografische Dienstleistungen wie die Anfertigung von Diapositiven nach Vorlagen angeboten. Das Kerngeschäft bestand aus dem Verleih und dem Verkauf von Diapositiven.

## Firmengeschichte
Carl Simon, Sohn von Johann Wilhelm und Katharina Simon, wuchs in Dreifelden (Westerwald) auf und lernte den Kaufmannsberuf in einem Gemischtwarengeschäft. 1896 wechselte er als Mitarbeiter zur Firma Liesegang nach Düsseldorf und kam dort mit der Fotobranche in Kontakt. 1907, in der Blütezeit der deutschen Lichtbildprojektion als Volksbildungsinstrument, machte er sich als Diahändler selbständig und gründete in Düsseldorf die „Lichtbildanstalt Carl Simon & Co.“, die in der Kronprinzenstraße 92 in Düsseldorf-Unterbilk angesiedelt war und im Düsseldorfer Adressbuch des Jahres 1911 als „Institut für Projektion“ bezeichnet ist. Simon spezialisierte sich in erster Linie auf den Vertrieb von Diapositiven, von denen er bis 1945 einen Lagerbestand von 80.000 Stück aufbaute. Die Motive wurden dabei entweder als Bildserie von Diagroßhändlern eingekauft, mit Hilfe von Reprovorlagen angefertigt oder als regionale Sehenswürdigkeiten – eventuell eigenhändig – fotografiert. Zu jeder Bildserie gehörte ein Vortragsheft, in dem die einzelnen Bildmotive beschrieben wurden und aus dem ein Sprecher während der Projektion vorlas.

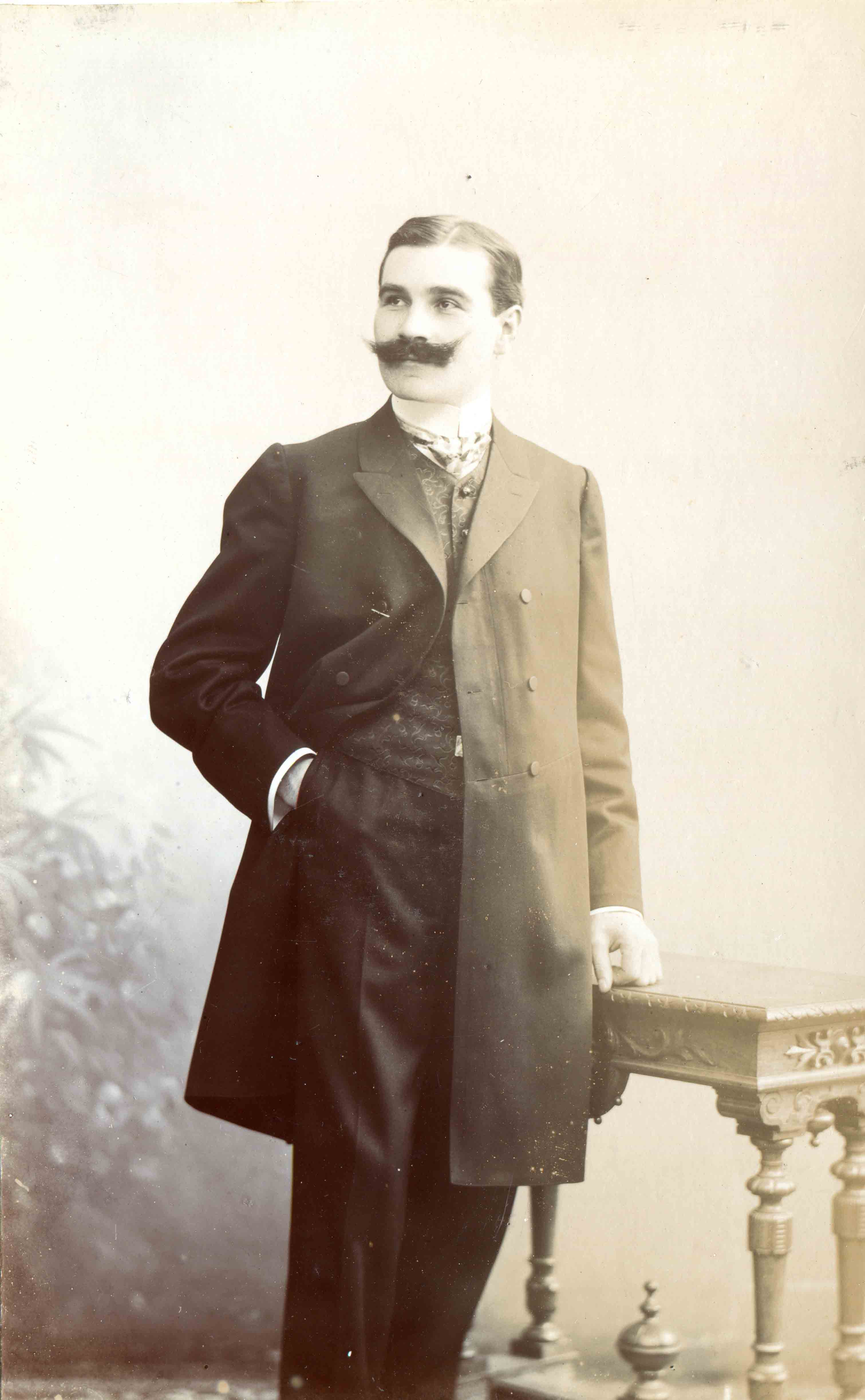
Carl Simon

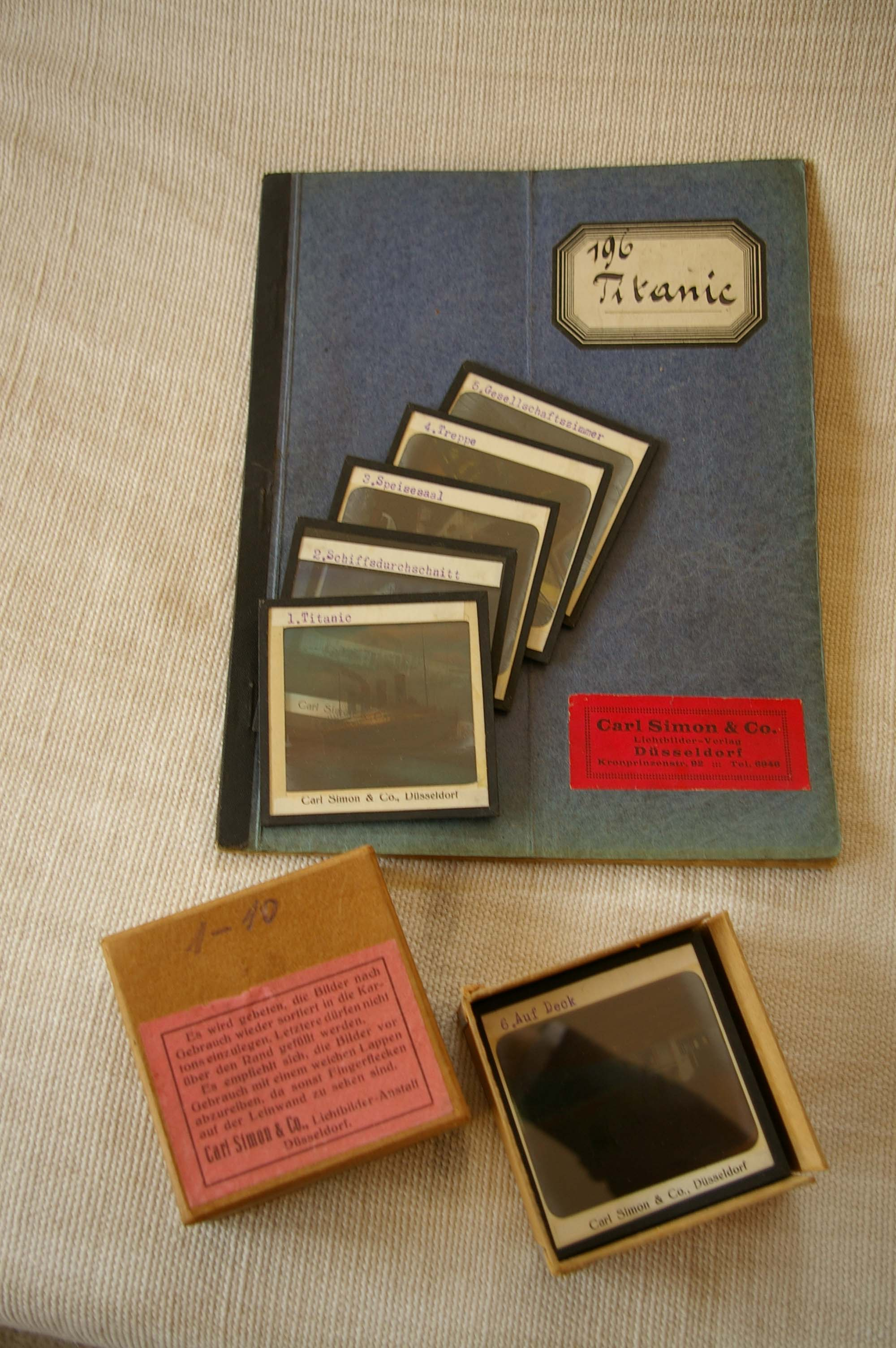
Vortragsheft und Diapositive

Die Diapositive wurden sowohl als Schwarz-Weiß-Motive wie auch als handkolorierte Fassungen in eigenen Katalogen zusammen mit den fotooptischen Geräten beworben. Die kolorierten Versionen weisen dabei eine hohe realistische Farbimitation auf.
Die Bildmotive wurden im Katalog von 1935 in folgende Gruppen eingeteilt:
1. Nationale Glas-Lichtbildreihen mit Vorträgen
2. Zeitgeschichtliche Glas-Lichtbildreihen mit Vorträgen
3. Wandern und Reisen durch die deutsche Heimat mit Vorträgen
4. Wandern und Reisen durch die weite Welt mit Vorträgen
5. Kunst und Dichtung mit Vorträgen
6. Naturwissenschaft und Technik mit Vorträgen
7. Glas-Lichtbildreihen religiöser Art
8. Unterhaltende Vorträge, Märchen und Kinderserien
9. Religiöse Vorträge (evangelisch)
10. Religiöse Vorträge (katholisch)[7]

Vorgeführt und vorgetragen wurde entweder von den Leihnehmern und Käufern der Diareihen oder von Mitarbeitern Carl Simons, die für Lichtbildvorträge durch Deutschland gereist sein sollen. Spielorte waren Räume, in denen sich eine größere Anzahl von Personen aufhalten konnte: private Salons, Vereinsräumlichkeiten, Gemeindesäle und Filmspieltheater.
Am 27. Juni 1947 verkaufte Carl Simon seine Firma an seinen Sohn Carl-Heinz Simon (1920–2002), der sie dann zunächst unter demselben Namen weiterführte.
In den 1950er Jahren firmierte das Unternehmen als „Lichtbilderei Carl Simon & Co. Bildstelle für christliche Kunst“, womit der inhaltliche Schwerpunkt auf die religiösen Motive deutlich wurde. Neben dem Verleihgeschäft konzentrierte sich die Firma auf die Durchführung eigener Projektionsveranstaltungen, insbesondere mit den Motivreihen zu den Oberammergauer Passionsspielen. Als Rezitator engagierte Carl-Heinz Simon, der Sohn des Firmengründers, den Kölner Schauspieler Ernst Pilick. Die letzte Vorstellung fand vermutlich am 22. November 1966 im „Gloria-Lichtspielhaus“ in Kösching bei Ingolstadt statt.
2010 hatten sich in Familienbesitz noch ca. 23.000 Diapositive sowie eine Vielzahl von Textheften erhalten. Die Sammlung stellte damit einen noch zusammenhängenden Lagerbestand eines deutschen Diahändlers des frühen 20. Jahrhunderts dar. Im März 2012 wurde die Sammlung komplett verauktioniert. Ein großer Teil der Bildmotive ist digitalisiert und in der Bilddatenbank foticon abrufbar.

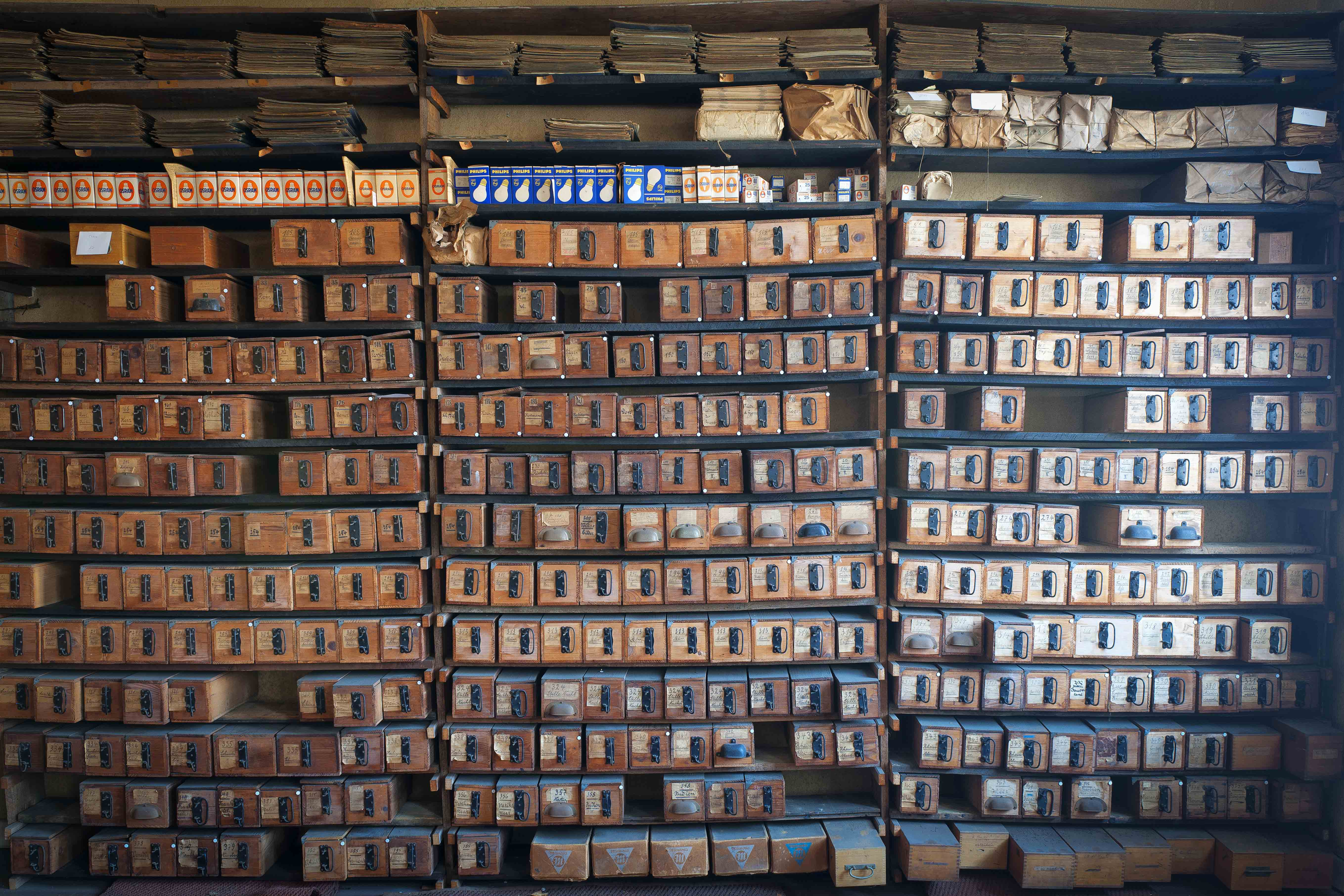
Dialager der Lichtbildanstalt Carl Simon & Co.

Zur Unternehmensgeschichte, dem medienhistorischen Hintergrund der Lichtbildprojektion im 19. und frühen 20. Jahrhundert sowie zur Lichtbildserie „Die Kunststadt Düsseldorf“ erschien 2012 eine Publikation.